# Tog Wajaale
Tog Wajaale (o Wajaale) è un centro abitato della Somalia, situato nella regione del Nordovest, al confine con l'Etiopia. È la seconda località più grande del distretto di Gabiley dopo il capoluogo Gabiley.
Conta una popolazione totale di 70.450 abitanti.